# Sự chiếu sáng tổng thể
Sự chiếu sáng tổng thể là tên gọi chung của một nhóm các giải thuật được sử dụng trong đồ họa máy tính 3 chiều với ý nghĩa thêm nhiều hơn hiệu quả ánh sáng thực cho cảnh 3D. Những giải thuật này không chỉ được tính toán từ ánh sáng trực tiếp từ một nguồn sáng ("chiếu sáng trực tiếp"), mà còn tiếp tục tính toán các trường hợp tia sáng phản xạ lại từ các bề mặt khác trong cảnh (hay còn được gọi là "chiếu sáng gián tiếp").
Về mặt lý thuyết, phản xạ, khúc xạ và bóng đổ đều là ví dụ của sự chiếu sáng tổng thể, bởi vì khi giả lập chúng, một đối tượng ảnh hưởng tới việc kết xuất (rendering) một đối tượng khác (trái ngược với việc một đối tượng chỉ bị ảnh hưởng bởi một nguồn sáng trực tiếp). Tuy nhiên, trên thực tế, chỉ có sự mô phỏng phản xạ tương hỗ khuếch tán hay tụ quang mới được gọi là sự chiếu sáng tổng thể.
Các hình ảnh kết xuất bởi những giải thuật chiếu sáng tổng thể thường biểu hiện thực (tính chất thực như ảnh chụp - photorealistic) hơn nhiều so với những hình ảnh chỉ dùng các giải thuật chiếu sáng trực tiếp. Tuy nhiên, những ảnh này đòi hỏi tính toán nặng nề hơn và chiếm nhiều thời gian để xử lý. Một phương pháp phổ biến đã từng được dùng để tính toán chiếu sáng tổng thể của 1 cảnh và lưu thông tin kết quả với bản thân hình khối (của cảnh), VD như phương pháp bức xạ. Nó lưu trữ dữ liệu để dựa vào đó có thể xử lý tạo ảnh từ những điểm nhìn khác nhau dùng cho việc tạo ra phim về chuyển động đi bộ qua cảnh mà không phải sa đà vào quá trình tính toán ánh sáng lặp đi lặp lại rất phức tạp.
Phương pháp bức xạ, phương pháp dò tia, phương pháp dò chùm, phương pháp dò nón, phương pháp dò quỹ đạo, phương pháp truyền tải ánh sáng Metropolis, phương pháp tán xạ xung quanh bề mặt, họa đồ quang tử và chiếu sáng dựa vào ảnh là những ví dụ cho các giải thuật được dùng trong tính toán chiếu sáng tổng thể, mà một vài trong số chúng có thể được sử dụng cùng nhau với mục đích mang lại kết quả kết xuất ảnh nhanh nhưng không kém phần chính xác.
Các mô hình giải thuật sự phản xạ tương hỗ khuếch tán bề mặt là một phần rất quan trọng của tính toán chiếu sáng tổng thể; tuy nhiên hầu hết chúng (trừ phương pháp bức xạ) cũng đề cập tới mô hình sự phản xạ sáng chói, biến chúng thành các giải thuật chính xác hơn để giải quyết phương trình chiếu sáng và cung cấp cảnh được chiếu sáng một cách chân thực hơn.
Những giải thuật được sử dụng để tính toán sự phân bố năng lượng ánh sáng giữa các bề mặt của cảnh liên quan mật thiết tới việc mô phỏng sự chuyển đổi nhiệt năng được thực hiện bởi phương pháp hữu hạn thành phần trong thiết kế kỹ thuật.
Trong đồ họa 3D thời gian thực, thành phần phản xạ tương hỗ khuếch tán bề mặt của chiếu sáng tổng thể thỉnh thoảng là xấp xỉ bởi một giới hạn "bao quanh" trong phương trình chiếu sáng, cái còn được gọi là "chiếu sáng môi trường" hay "màu môi trường" trong các gói sản phẩm 3D. Mặc dù phương pháp gần đúng này (cũng được coi là "gian lận" ("cheat") bởi vì nó không thực sự tính toán chiếu sáng tổng thể) rất dễ thực hiện tính toán, khi sử dụng riêng lẻ nó không cung cấp một hiệu quả thực tế thỏa đáng. Chiếu sáng bao quanh được biết tới là cách áp phẳng ("flatten") bóng và sáng tối trong các cảnh 3D, khiến cho nhìn chung hiệu quả hiển thị rất nhạt nhòa (chất lượng thấp). Tuy vậy, khi sử dụng hợp lý, chiếu sáng bao quanh có thể trở thành một cách hiệu quả để tô điểm cho kết quả kết xuất từ những bộ vi xử lý thiếu năng lực.

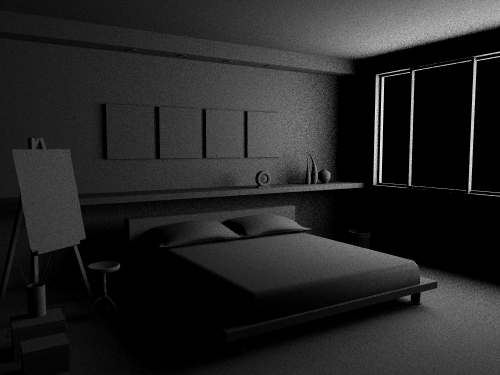
Kết xuất ảnh không tính toán chiếu sáng tổng thể. Để ý ta không thấy có sự phản xạ ánh sáng giữa các bề mặt. Cả cảnh có những vùng tối om và đều. Chỉ có ánh sáng trực tiếp được mô phỏng.

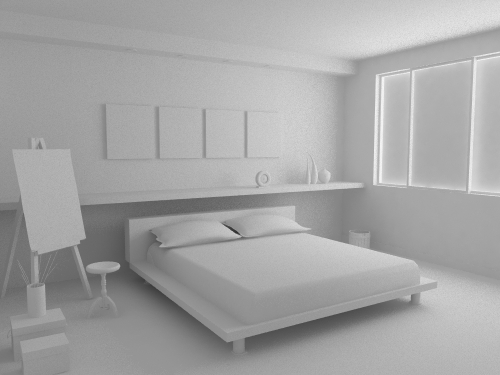
Kết xuất ảnh có tính toán chiếu sáng tổng thể. Rõ ràng có sự phản xạ ánh sáng giữa các về mặt. Cảnh sáng hơn một cách tự nhiên và không còn các vùng tối om một cách đều đặn. Cả ánh sáng trực tiếp và gián tiếp được mô phỏng.

|  |  |